# Overmere

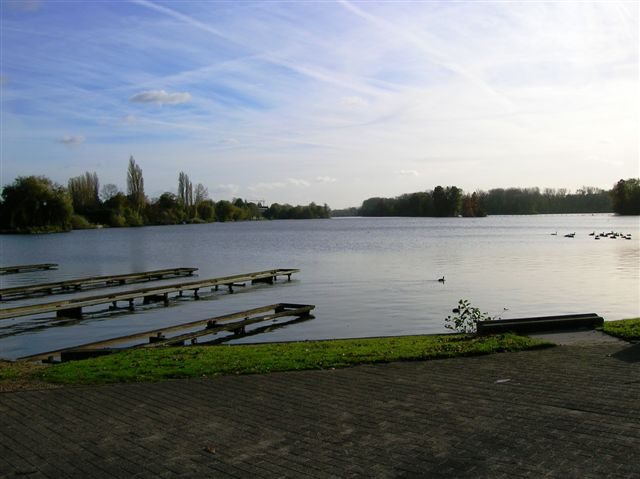
Het Donkmeer in de herfst

Overmere is een dorp in de Belgische provincie Oost-Vlaanderen en een deelgemeente van Berlare, gelegen in de driehoek Gent-Aalst-Lokeren. Het was een zelfstandige gemeente tot aan de gemeentelijke herindeling van 1977.

## Geschiedenis
In 1331 vormde Overmere één heerlijkheid met Uitbergen. Overmere vormde samen met Uitbergen ook één parochie, met de moederkerk in Uitbergen en een kapel in Overmere. Deze kapel werd in 1350 vervangen door een kerk.
Aanvankelijk was het deze heerlijkheid in het bezit van de heren van Dendermonde en later van de graven van Vlaanderen. Die laatste gaven het achtereenvolgens in leen aan het huis van Massemen in de 14e tot 15e eeuw, aan de familie du Bois (van den Houte) in de 16e eeuw, aan de familie van Coudenhove in de 17e eeuw en de aan families de Lannoy de Hautpont, de Croy de Beaurainville, van Roosendael en de Heuvel in de 17e tot 18e eeuw.
Op 24 mei 1452 had te Overmere een bloedige veldslag plaats tussen de Gentenaars en de troepen van Filips de Goede, hertog van Bourgondië. Vandaar komt de naam “strijddam” die vroeger gegeven werd aan de oevers van het Donkmeer.
Bij vorstelijk octrooi van 18 april 1673 wordt, op vraag van Antoon van Coudenhove, het leen van Uitbergen opgesplitst in twee lenen: Uitbergen en Overmere. Er bleef echter één schepenbank.
Op 12 oktober 1798 begon in Overmere de Boerenkrijg, een historische gebeurtenis die in Overmere levendig wordt gehouden door het Boerenkrijgstandbeeld, een werk van Aloïs de Beule, de Boerenkrijglaan, de 12 Oktoberlaan in een woonwijk ten zuidoosten van het centrum van Overmere en het Boerenkrijgpark (de in 2019 opgewaardeerde tuin van het oud-gemeentehuis van Overmere).
In de nacht van 1 op 2 november 1862 brandde de 14e-eeuwse kerk af. Deze werd vervangen door de neogotische Onze-Lieve-Vrouw-ten Hemel-opgenomen kerk in 1864-1866 die door Mgr. Hendrik-Frans Bracq werd ingewijd op 10 september 1866.
Het doksaal en het orgel werden ongeveer samen uitgevoerd, het eerste in 1889 door beeldhouwer Lippens uit Gentbrugge; het tweede in 1890 door de gebroeders Vereecken uit Gijzegem. De orgelkast komt voor als een drieluik waarvan de middenpartij als een torenbouw uitsteekt. Samen vormen doksaal en orgel een neogotisch ensemble in een ruime kerk die zowel naar architectuur als naar meubilair een eenheid vormt. Het orgel is tevens opgenomen als beschermd monument.

## Toponiem 'Over-de-meire'
De naam Overmere is een samentrekking van 'Over-de-meire, maar dit is geen verwijzing naar het Donkmeer. 
Over is 'aan de overkant van...'
Mere, meer is een waterloop gezien vanuit Uitbergen. De 'meire' bevond of bevindt zich immers op de grens tussen het huidige Uitbergen en Overmere. Toelichting "De Meire": het Berlaars grondgebied werd aangeduid als Barbroeck. Vanaf het huidige pachthof liep een weg genoemd Barbroeckse Dijk. Door het Barbroeck liepen twee afvoerkanalen, de Meirebeek en de Nieuwmoer, die samenvloeiden nabij de sluis van de Berleir.

## Demografische ontwikkeling
- Bronnen:NIS, Opm:1831 tot en met 1970=volkstellingen; 1976 = inwoneraantal op 31 december

## Bezienswaardigheden
- Het Boerenkrijgstandbeeld Pa en Gijs van Aloïs De Beule
- De Onze-Lieve-Vrouw-Hemelvaartkerk, te vinden in het het centrum van Overmere, met binnenin het geklasseerde Vereecken-orgel uit 1890 en het kerkmeubilair van Matthias Zens (o.a. het tabernakel, een van de vier biechtstoelen en de preekstoel).
- D'Oude kapel

## Natuur en landschap
De hoogte van Overmere bedraagt ongeveer 6 meter. De natuurgebieden in de omgeving zijn:
- De Nieuwdonk, een aangelegd meer vlak bij het Donkmeer.
- Het Donkmeer, dit is als een van de grootste meren in Vlaanderen (86ha) een trekpleister voor toeristen. Het ligt op de grens van Overmere, Berlare en Uitbergen.

## Festiviteiten
Om de twee jaar (even jaren) organiseert Festivaria een schouwspel dat zich afspeelt aan het Donkmeer. Dit openluchtspektakel vindt plaats eind augustus - begin september en trekt kijkers aan van binnen- en buitenland, waaronder ook leden van de Belgische Koninklijke familie.

## Politiek
Overmere had een eigen gemeentebestuur en burgemeester tot de gemeentelijke fusie. Burgemeesters waren:
- 1800-1830 : Charles De Cornet
- 1830-1836 : Emmanuel De Smet
- 1836-1848 : Jan Albert Bauwens
- 1848-1877 : Lieven Bernard De Beule
- 1877-1885 : Casimir Van Ruytegem
- 1885-1907 : Casimir de Lausnay
- 1907-1914 : Louis de Lausnay
- 1914-1916 : Jozef Verherbruggen (waarnemend)
- 1916-1918 : René Eeman (waarnemend)
- 1919-1933 : Louis de Lausnay
- 1934-1938 : Petrus Jacobs
- 1938-1957 : Jules Wierinck
- 1957-1960 : Jean Folchi (op 12/07/1960 afgezet door de gouverneur)
- 1960-1971 : Camiel Vervliet
- 1971-1977 : Lodewijk Jacobs (1977 = gemeentefusie)

## Bekende Overmerenaars
- Mgr. Honoré-Jozef Coppieters (bisschop van Gent)
- Jan Frans De Lantsheere (griffier van het leenhof van Dendermonde)
- Karel De Gucht (Belgisch politicus)
- Louis Casimir de Lausnay (burgemeester van Overmere en senator)
- Ernest de Regge (componist)
- Vic Temmerman (beeldhouwer)
- Baron Emile Tibbaut (volksvertegenwoordiger en minister van staat)
- Frans Van Laere (bouwkundige)
- Emmanuel de Wapenaert (hoofdschepen van het Land van Dendermonde en burgemeester van de stad Dendermonde)

## Verkeer en vervoer
Historie van Stoomtram 1891 - 1944 Gent - Overmere - Zele - Hamme
Zoals de trein de grotere steden en gemeenten met elkaar verbond zou, vanaf de jaren 1880, de stoomtram, ook het platteland laten deelnemen aan de moderne roes van de beweeglijkheid en de communicatie.
Het was een zegen om te pendelen naar je werk Gent, Wetteren, Zele, Lokeren. De boerinnen brachten per tram hun boter en eieren naar de markt.
Uitstapjes naar het Donkmeer werden aangeprezen door de exploiterende maatschappij.
Dan was er nog de "marchandise-tram" die nu op een snellere en goedkopere wijze zorgde voor het vervoer van vee naar de markten van Gent en Lokeren, van vlas, hooi en stro, veevoeder, grint en kasseistenen, bietenpulp, draf, bakstenen, enz.  Voor de verzending van kleine pakjes kon men steeds terecht in de haltes Klappel of Gouden Leeuw.

## Nabijgelegen kernen
Kalken, Uitbergen, Heiende, Donk